# Urinoar

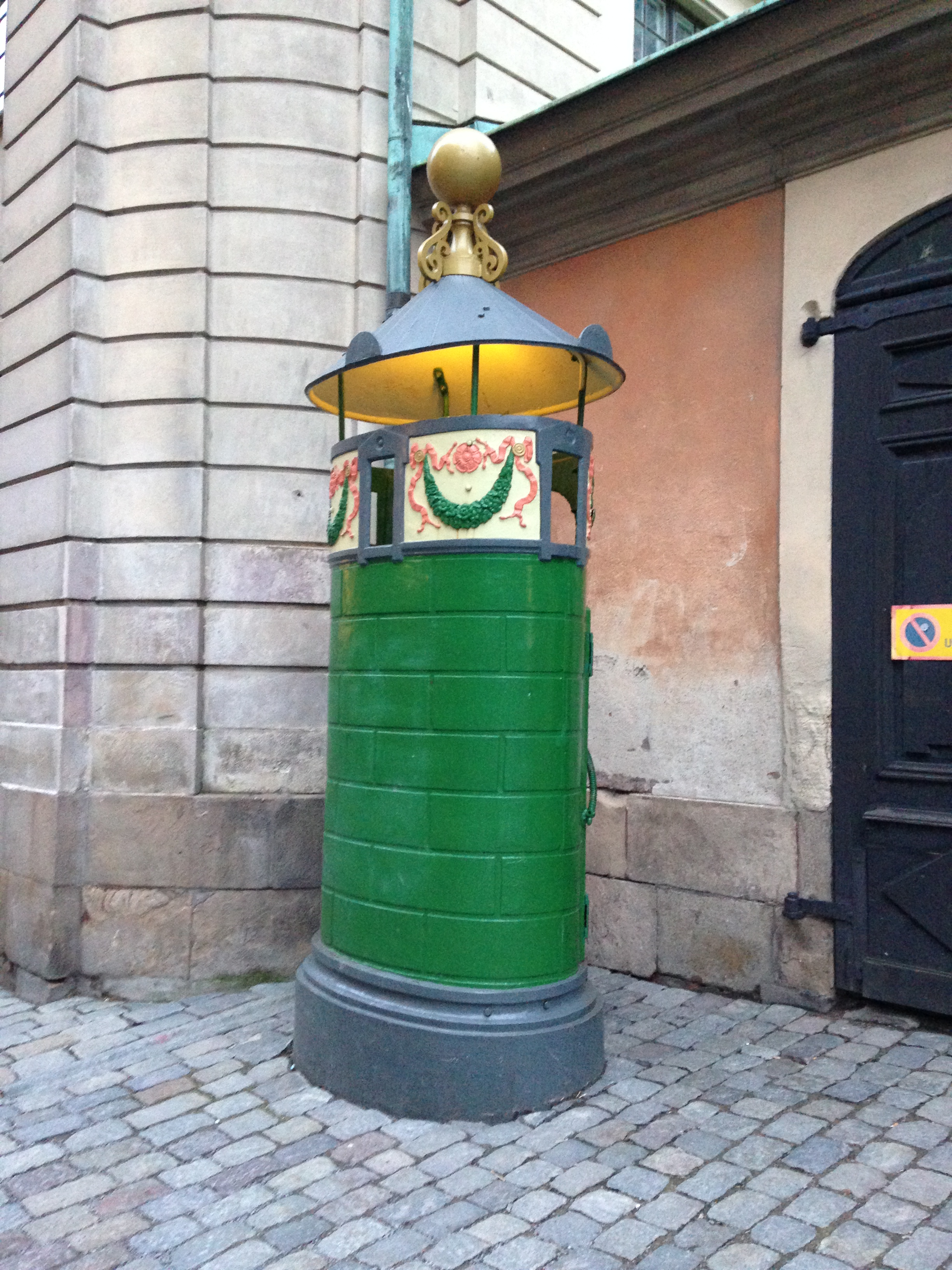
En urinoar i Gamla stan i Stockholm, 2014

En urinoar eller pissoar är en byggnad eller ett utrymme i offentlig miljö, där man kan urinera. Urinoarerna är främst utformade för män. Ibland kan orden även syfta specifikt på den urinränna eller urinskål som man urinerar i.

## Pissoar och urinoar
Pissoar kan avse en mindre fristående byggnad, en särskild avdelning eller ett pissoarstall med eventuella tillbehör på en toalett eller offentlig toalett. Urinoar är en bekvämlighetsinrättning som är jämförbar med pissoar. Precis som pissoar kan det ibland syfta på själva urinskålen. Även om många urinoarer är avsedda för män, finns det även urinoarer utformade för kvinnor.

## Urinränna och urinskål
Urinränna, vardagligt även pissränna, är en stor ränna, ofta av rostfritt stål, som kan finnas i golvet eller vara väggmonterad. Urinskål är ett skålformat kärl, ofta av porslin, eventuellt med stänkskydd. Det kan finnas flera urinskålar intill varandra och förekomma avskärmning mellan varje.

## Etymologi
Ordet "urinoar" är belagt i svenska språket sedan början av 1900-talet och härstammar från franskans urinoir med samma betydelse.
Ordet "pissoar" är belagt i svenska språket sedan 1868 och kommer från franskans pissoir. Det används både i fackspråk och vardagligt, medan ordet "piss" med betydelsen "urin" är starkt vardagligt och av fornnordiskt ursprung.

## Galleri

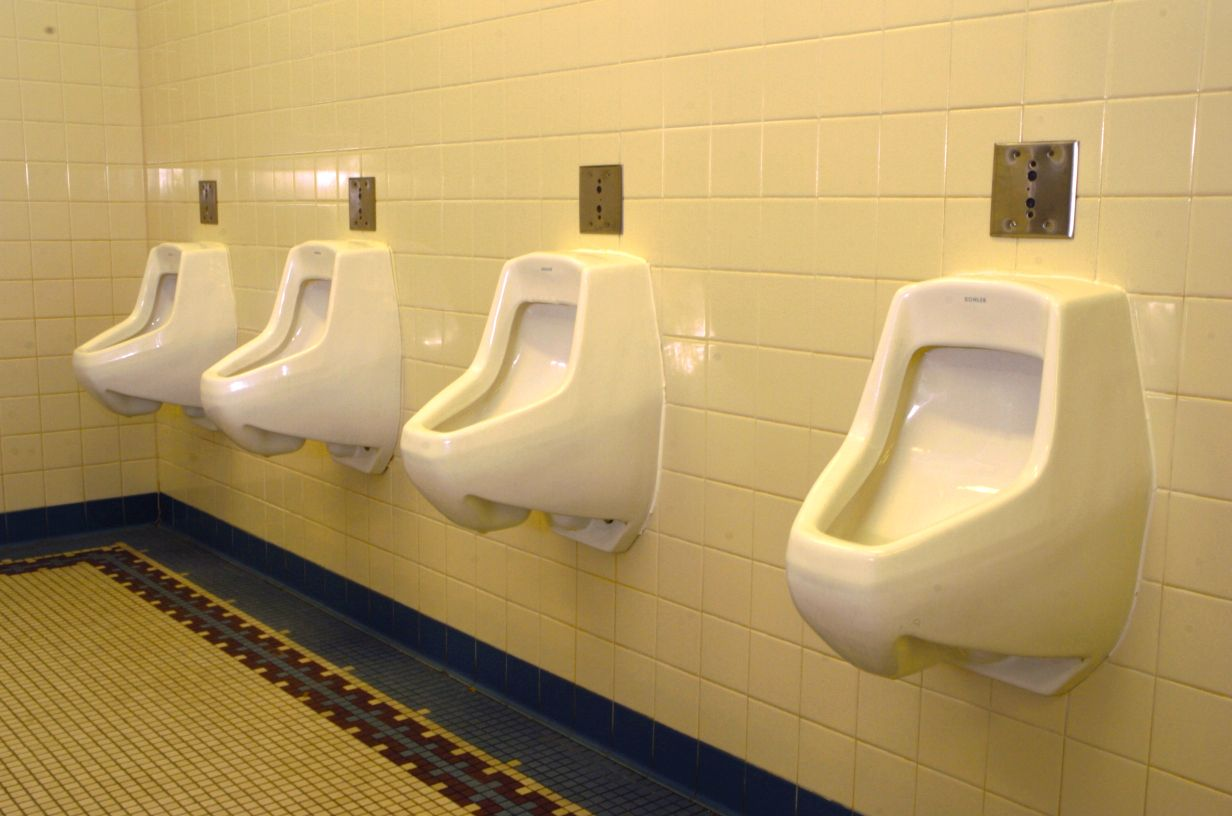
Urinskålar av porslin.
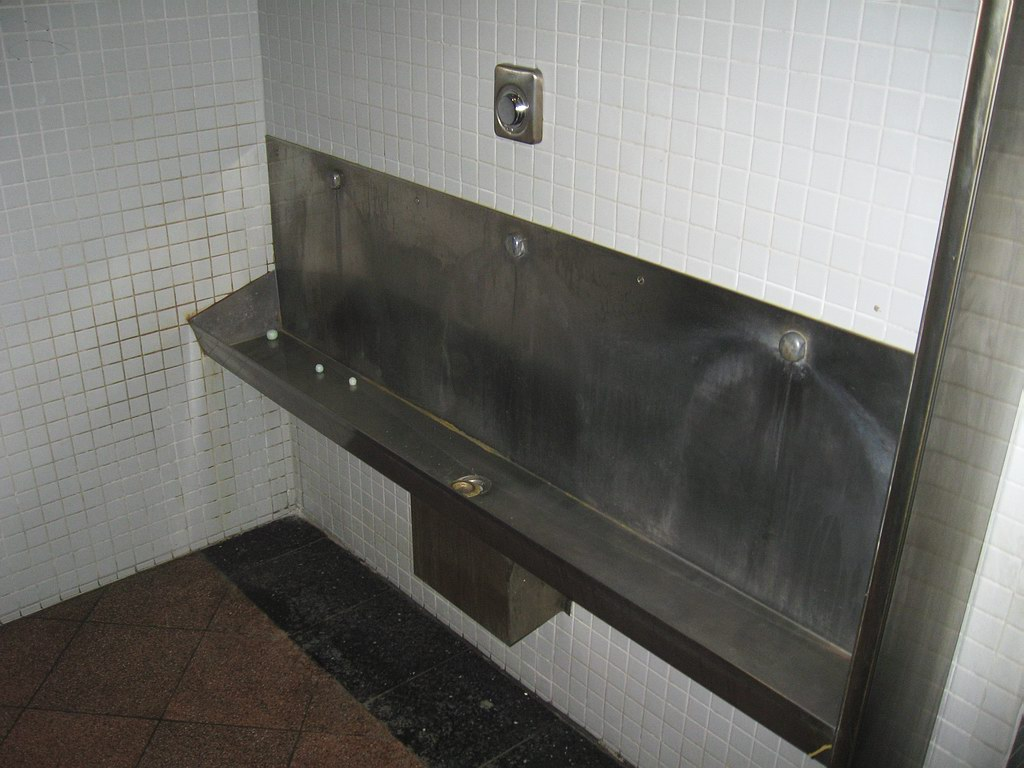
Rostfri urinränna.
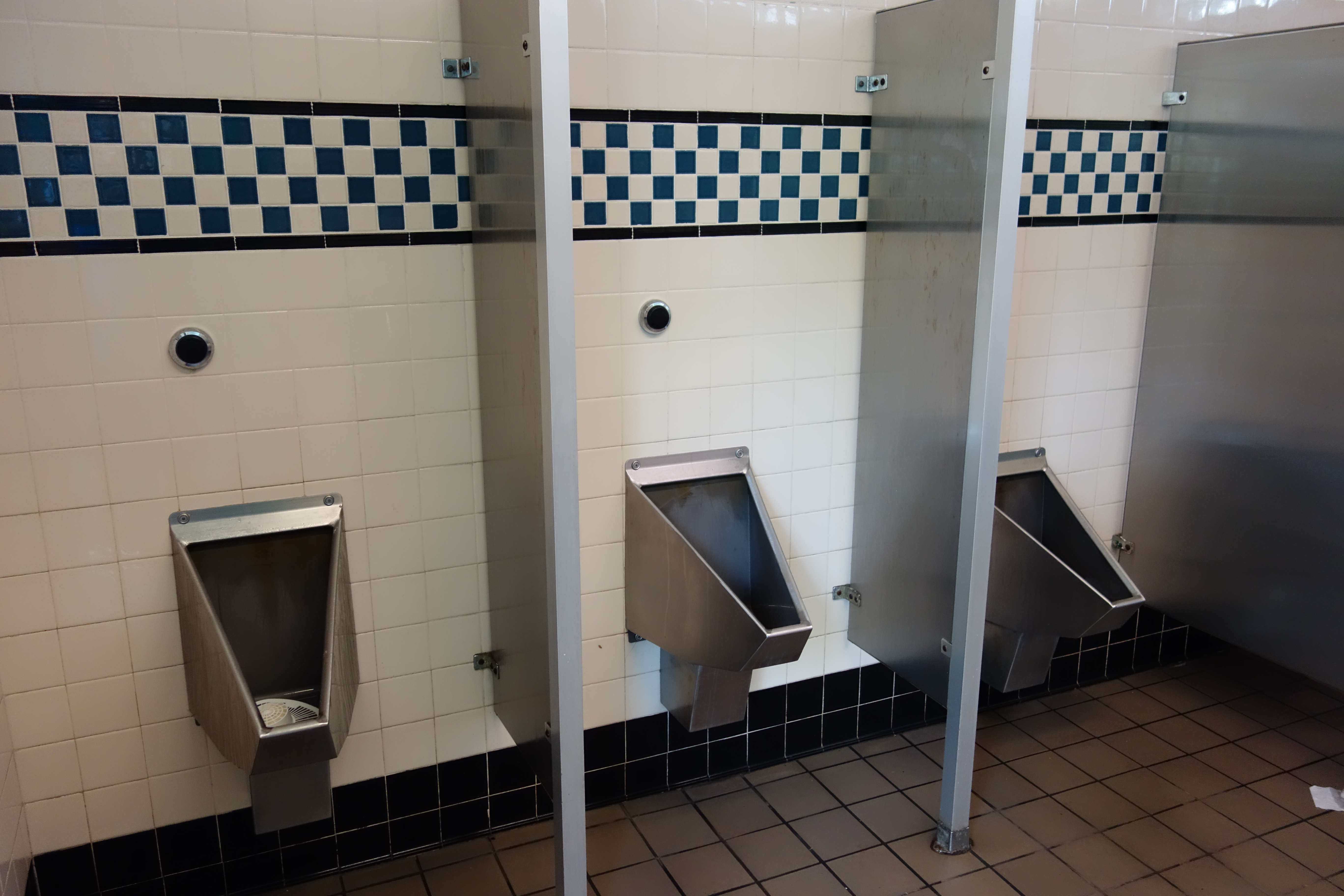
Avskiljda urinoarskålar i rostfritt stål.